# María Jesús Matthei
María Jesús Matthei (sinh ngày 3 tháng 3 năm 1992) là một người dẫn chương trình truyền hình, người mẫu và thí sinh của các cuộc thi sắc đẹp của Chile. Cô tham gia lần đầu tiên vào năm 2011 trong cuộc thi Hoa hậu Chile và xếp ở vị trí Á hậu 1. Một vài tháng sau, tổ chức đã chọn cô để đại diện cho đất nước Chile tham gia cuộc thi Reina Hispanoamericana, được tổ chức tại Santa Cruz, Bolivia. Cô giành danh hiệu quan trọng thứ hai: Virreina Hispanoamericana 2011 và trở thành người phụ nữ Chile thứ ba đoạt danh hiệu này.
Vào năm 2013, cô trở lại và chiến thắng Hoa hậu Hoàn vũ Chile năm 2013, giành quyền đại diện cho Chile tại Hoa hậu Hoàn vũ 2013, cuộc thi mà cô ra về mà không được xếp hạng.

## Đầu đời
Năm 11 tuổi, cô rời Chile và chuyển tới Mexico City vào năm 2004 do công việc ngoại giao của cha cô và họ ở lại đây hai năm. Năm 2006, cô được cử đi học hai năm đầu tiên vào một trường nội trú truyền thống ở Anh, nơi cô cũng ở lại trong hai năm.
Hai năm cuối trung học, cô được học tại tại Miami (2008-2010). Vào cuối năm 2010, khi cô trở về quê hương Chile, đây là lúc sự nghiệp người mẫu của cô bắt đầu. Năm 2013, MJ bắt đầu học thiết kế thời trang tại Đại học Thái Bình Dương. MJ Matthei có thể nói 4 ngôn ngữ và là cháu gái của ứng cử viên tổng thống Chile, Evelyn Matthei và tướng Fernando Matthei, thành viên của chính quyền quân sự của Dictator Augusto Pinochet.

## Hoa hậu Hoàn vũ Chile 2013
Vào ngày 6 tháng 10 năm 2013, Matthei thắng cuộc thi Hoa hậu Hoàn vũ Chile 2013 và cô đại diện cho đất nước của mình trong cuộc thi Hoa hậu Hoàn vũ 2013 tổ chức tại Moskva, Nga và kết thúc ở vị trí thứ 20. Người chiến thắng là Gabriela Isler đến từ Venezuela.